# The Wreckers
Le Wreckers sono state un duo di musica country statunitense, formatosi nel 2005.

## Storia
Le Wreckers nascono dall'idea di Michelle Branch di reclutare l'amica Jessica Harp, nel frattempo impegnata in un progetto solista, per creare assieme una nuova avventura musicale, basata sull'unione dello stile pop-rock di Michelle e di quello più cantautoriale di Jessica. La curiosità di Michelle arrivò dal fatto che molti suoi fans in più occasioni le avessero parlato di questa ragazza con una voce e uno stile molto simile al suo. Il primo incontro tra le due avviene al tempo in cui le due ragazze erano ancora impegnate nella registrazione dei loro primi dischi, e Michelle restò tanto impressionata da scegliere Jessica come backing vocalist per alcuni live e alcune tracce del suo secondo disco "Hotel Paper". Formato il gruppo, in breve tempo incidono il loro primo pezzo sotto il nome di Wreckers, che prende il titolo di The good Kind, inserito nella colonna sonora del telefilm One tree hill. Le due appaiono anche in una puntata (8 febbraio 2005, programmazione USA) nel ruolo di loro stesse, cantando il pezzo. Alla fine del mese partecipano ad un tour assieme a Gavin DeGraw, Tyler Hilton, and Bethany Joy Lenz. Ben presto però Michelle manifesta il suo disappunto di andare in tour senza prima aver inciso un disco. Dopo aver rimandato più volte la data, a causa della gravidanza della Branch e di problemi con la casa discografica, il 23 maggio 2006 esce il loro primo album, dal titolo Stand Still, Look Pretty, l'uscita è seguita da un tour di promozione, in giro per le radio. Al primo singolo Leave the Pieces, che è il loro più grande successo finora, segue My Oh My, pubblicato a metà 2006. Benché sia stata annunciata come terzo singolo la canzone Tennessee, dopo mesi, niente è stato confermato e non c'è ancora un video in rotazione in tv. L'8 giugno le Wreckers cominciano ad esibirsi come Band di Supporto per il tour mondiale del cantante Keith Urban.
Alla fine del tour estivo, terminato il 13 ottobre 2007, il duo si è sciolto. Michelle Branch proseguirà la carriera da solista.

## Formazione
- Michelle Branch
- Jessica Harp

## Discografia

### Album
- 2006 - Stand Still, Look Pretty US numero 14
- 2007 - Way Back Home - Live in New York City

### Singoli
- 2005 - The Good Kind (da The WB's One Tree Hill Original Music Soundtrack)
- 2005 - I'm Feeling You (Santana featuring The Wreckers, da All That I Am) US numero 55
- 2006 - Leave the Pieces US numero 65 - US Country numero 1
- 2006 - My Oh My US numero 89 - US Country numero 9
- 2007 - Tennessee (singolo radiofonico) US Country numero 33